# Ligne verte (Chypre)
Pour les articles homonymes, voir Ligne verte.
La ligne verte est une zone démilitarisée contrôlée par la Force des Nations unies chargée du maintien de la paix à Chypre (UNFICYP) de l'Organisation des Nations unies (ONU), qui partage, depuis 1974, l'île de Chypre, et sa capitale Nicosie, entre le tiers nord de Chypre occupé (souvent appelée « partie turque »), contrôlée de facto par la Turquie, et la république de Chypre (souvent appelée « partie grecque »), dont le gouvernement est le seul qui soit internationalement reconnu.

## Historique

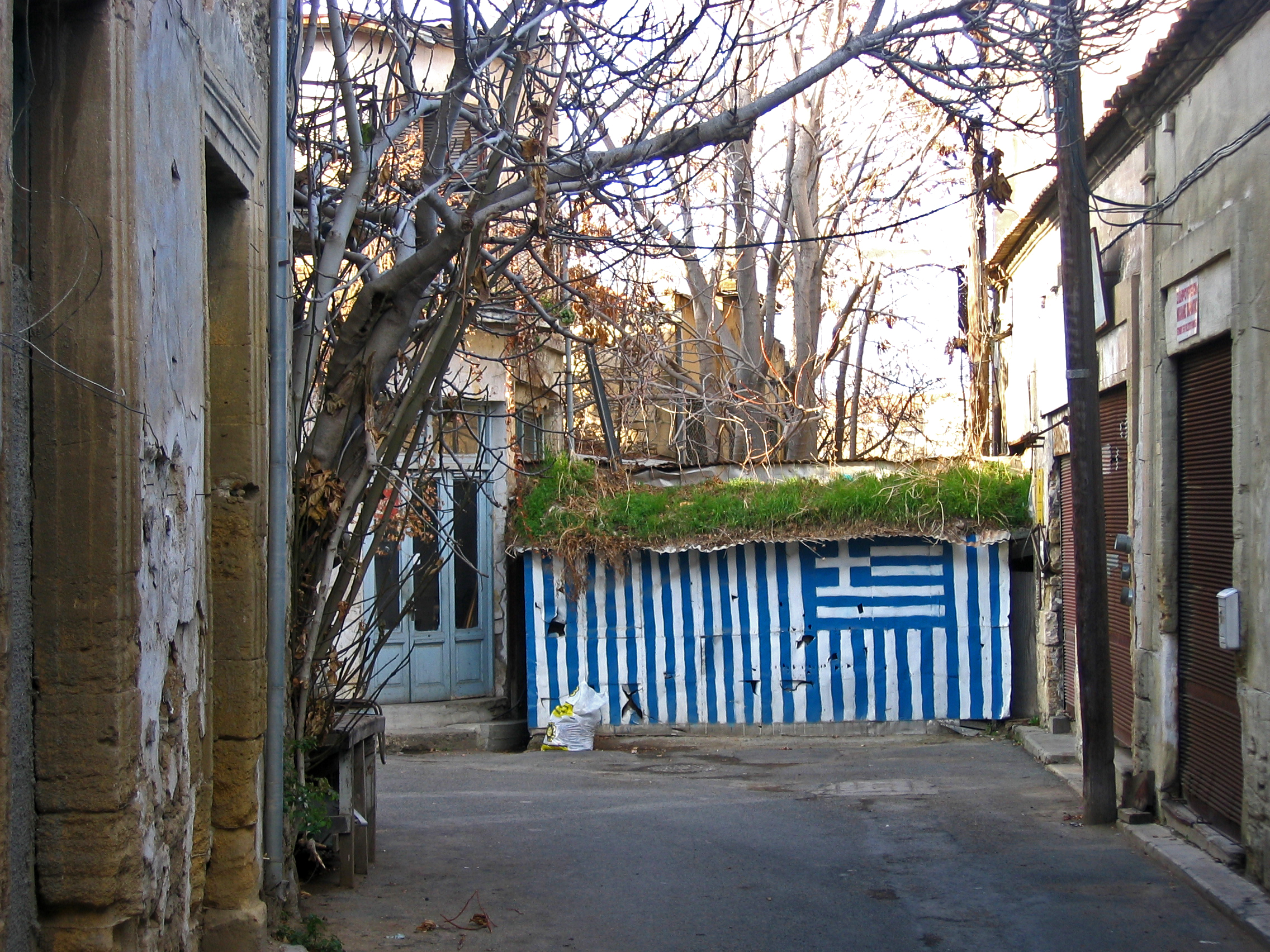
La Ligne verte dans la rue Asklipiou à Nicosie, avec un drapeau grec peint sur la barrière de séparation.

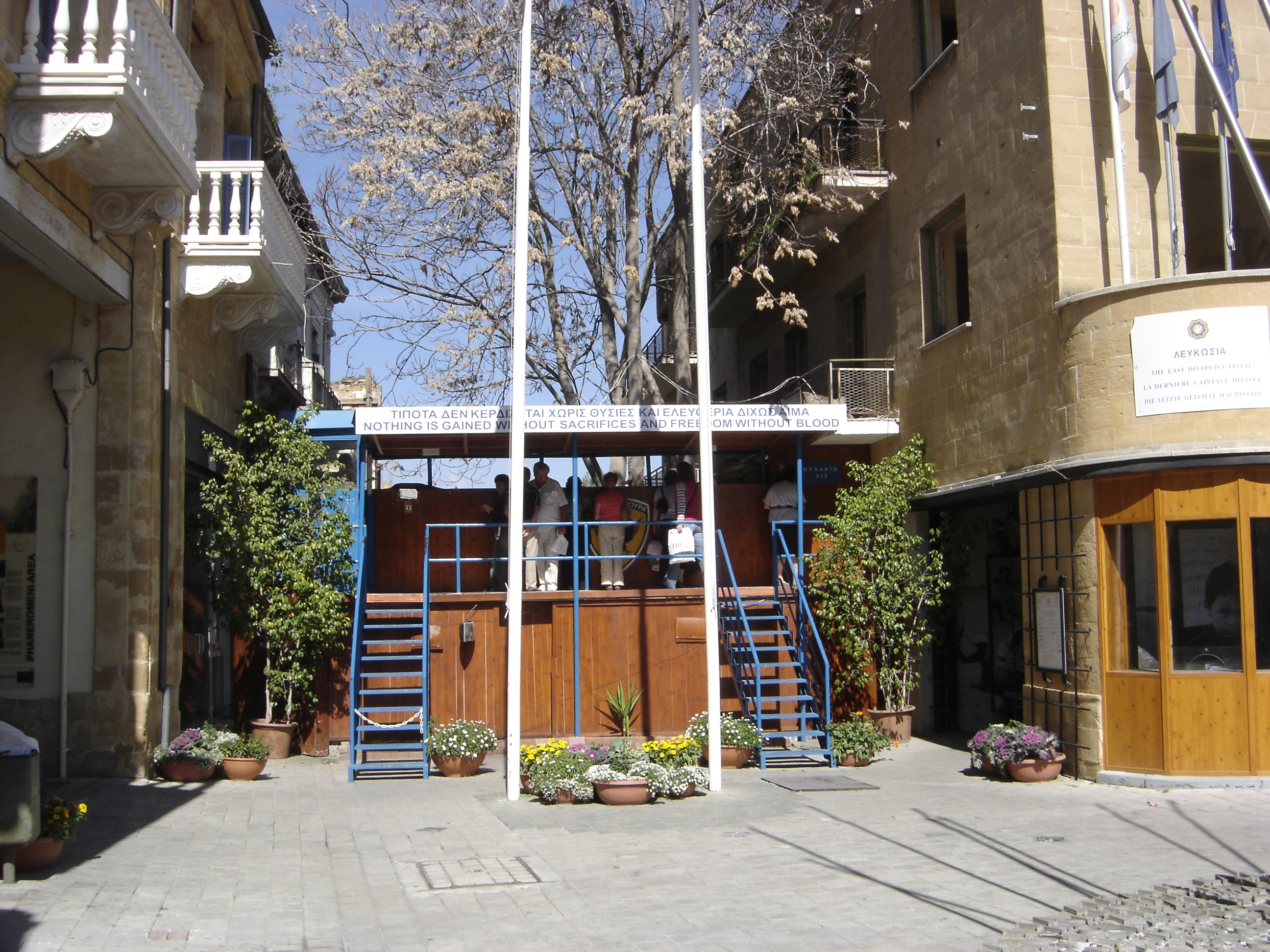
Observatoire sur la Ligne verte, rue Ledra à Nicosie en 2010.

Après son accession à l'indépendance, des troubles politiques internes et des tensions entre communautés apparaissent rapidement menant à des affrontements entre civils et entre groupes paramilitaires (comme l'EOKA et le TMT, l'organisation de défense turque), la séparation géographique se durcit en décembre 1963 durant la « semaine noire » qui engendre 20 000 déplacés. Le 15 février 1964, après l'échec de toutes les tentatives de rétablissement de la paix dans l'île, les représentants du Royaume-Uni et de Chypre pressent le Conseil de sécurité de réagir. Le 4 mars 1964, le Conseil de sécurité adopte à l'unanimité la résolution 186, aux termes de laquelle il recommande la création de la Force des Nations unies chargée du maintien de la paix à Chypre (UNFICYP). Le 27 mars 1964, un contingent de 2 500 hommes est déployé sur l'île.
Le nom de ligne verte, outre le milieu naturel surplombant majoritairement la zone, vient également du tracé au crayon vert qu’un général anglais, responsable de la mission d’interposition en 1964, avait dessiné sur une carte de l’île. Les Turcs l'ont également baptisée « ligne Attila », du nom du commandant des forces d’occupation turques, Attila Sav. La zone s'étend sur 180 km de la partie occidentale près de Kato Pyrgos, à la partie orientale juste au sud de Famagouste. Elle traverse le centre de la vieille ville de Nicosie, séparant la ville en sections du nord au sud. Il y a aussi une zone tampon autour de l'enclave de Kókkina dans l'Ouest de l'île. La largeur de la zone varie de 3,3 mètres dans le centre de Nicosie, à 7,4 km au village d’Athiénou. La superficie de la zone tampon est de 346 km2, soit 3,74 % de la surface de l'île.
La force de l'ONU à Chypre effectue des patrouilles dans la zone tampon. Les forces armées turques ont construit un mur du côté nord de la zone ; principalement constitué de fils barbelés, de segments en béton, de tours de guet, de fossés anti-chars et parfois de champs de mines.
À partir du 23 avril 2003, les Chypriotes turcs ont le droit de passer la Ligne verte pour quelques heures seulement,.

## Administration
La zone tampon est le foyer de plus de 10 000 personnes et certains villages sont situés à l'intérieur de la zone de cessez-le-feu. Cependant, en dehors de cette zone, les communautés peuvent vivre en bonne intelligence. Ainsi, le village de Pýla qui se trouve en « zone grecque », à l'ouest de la base militaire britannique de Dhekelia, est par exemple, le seul à Chypre où Grecs et Turcs vivent encore côte à côte.
L'ensemble de la zone est administrée par des forces militaires internationales sous mandat de l'ONU ; trois secteurs ont été définis : le secteur 1 (côte occidentale) est sous responsabilité argentine, le secteur 2 (centre de l'île), sous responsabilité britannique et le secteur 3 (côte orientale), sous responsabilité conjointe hongroise et slovaque.
L'article 2, paragraphe 1 du Protocole no 10 du traité d'adhésion de Chypre autorise le Conseil européen à déterminer dans quelle mesure les dispositions de la législation de l'UE sont applicables dans la zone tampon.